# Sachsenburg, Kärnten
Sachsenburg är en köpingskommun i distriktet Spittal an der Drau i det österrikiska förbundslandet Kärnten. Kommunen, som för första gången nämns i ett dokument från år 1213, har 1 334 invånare (2024).
Kommunen består av fem orter (Ortschaften) (inom parentes invånarantal 1 januari 2024):

- Feistritz (47)
- Lanzewitzen (3)
- Nigglai (7)
- Obergottesfeld (202)
- Sachsenburg (1 075)